# Pablo Couto
Pablo Couto Paz, (Pontevedra, España, 31 de marzo de 1971) es un exfutbolista español que se desempeñaba como delantero.
Es el jugador con más partidos  oficiales disputados en la historia de la Pontevedra Club de Fútbol.

## Clubes
| Club                     | País   | Año       |
| ------------------------ | ------ | --------- |
| Pontevedra C.F.          | España | 1991-1996 |
| Club Deportivo As Pontes | España | 1996-1997 |
| Pontevedra C.F.          | España | 1997-2001 |
| Orihuela C.F.            | España | 2001-2002 |